# Leva navale di Kalmar
La cosiddetta leva navale di Kalmar (in norvegese Kalmar-leidang; in norreno Kalmarnar leiðangr; in svedese Kalmare ledung) o guerra di Kalmar fu una spedizione pianificata dal re Niels di Danimarca con l'intenzione di convertire i numerosi abitanti pagani dello Småland, una regione facente parte della regione di Danimarca.
In cerca di supporto, il sovrano danese si rivolse al suo omologo norvegese Sigurd I di Norvegia, che si era guadagnato una grande fama dopo aver condotto la crociata norvegese del 1107-1110. Tuttavia, i due eserciti non si coordinarono efficacemente e quando i danesi non trovarono i norvegesi nel punto di incontro concordato, lo stretto dell'Øresund, decisero di ritirarsi. Quando in seguito i norvegesi raggiunsero la località, essi decisero comunque di assaltare la regione e causarono grande devastazione nello Småland, razziando numerosi villaggi e convertendo forse i superstiti al cristianesimo, malgrado non vi siano prove.
La spedizione è narrata essenzialmente da Snorri Sturluson, un poeta islandese autore di varie saghe, e alcuni l'hanno addirittura ascritta al novero delle crociate per i suoi fini di conversione.

## Contesto storico

Il viaggio di andata e ritorno compiuto nell'ambito della crociata norvegese

Tra il 1107 e il 1110, re Sigurd I di Norvegia aveva condotto una grande spedizione nota con il nome di crociata norvegese in direzione della Terra santa, assediando con successo Sidone nel 1110. Snorri Sturluson, autore islandese di una raccolta di saghe note con il nome di Heimskringla, affermò che mai una spedizione più onorevole era fino ad allora partita dalla Norvegia. Durante la sua impresa, Sigurd aveva avuto il privilegio di incontrare diversi sovrani europei, malgrado non sia noto se effettivamente conobbe tutti quelli citati dalle saghe. In un'ottica più ampia, il suo viaggio ebbe conseguenze molto importanti per la Norvegia, la quale venne definitivamente associata nell'immaginario collettivo al mondo della cristianità. A compiere quest'associazione furono anche autori di testi scritti di origine non norrena, come nel caso del francese Pietro il Venerabile, che risulta la fonte scritta più cronologicamente vicina alle vicende di Sigurd, in quanto egli completò le proprie opere nel 1123, due anni prima rispetto al Liber maiorichinus.

## La spedizione
Pare che fu proprio per questa fama che, nel 1123, re Niels di Danimarca, il quale già nel 1111 lo aveva incontrato di persona mentre era sulla strada del ritorno dalla Terra santa, si rivolse a Sigurd in cerca di supporto militare. Come afferma Snorri Sturluson:
(Snorri Sturluson, Magnússona saga, cap. 24, p. 263)
Lo scopo formale appariva dunque quello di convertire i numerosi abitanti pagani della regione, che costituivano ancora la maggioranza della popolazione. Niels radunò però troppo presto le sue truppe rispetto a Sigurd e ne attese invano l'arrivo al luogo convenuto, lo stretto dell'Øresund, circostanza che portò alla smobilitazione dei guerrieri danesi e al loro ritiro. Quando il re norvegese infine giunse, criticò a sua volta il comportamento della controparte, riunendo così un consiglio di guerra. Fu lì che venne pianificata la spedizione nello Småland, così descritta da Snorri Sturluson:
(Snorri Sturluson, Magnússona saga, cap. 24, p. 264)

## Conseguenze
A dispetto di quanto riferito dalle fonti, è incerto se gli abitanti del posto vennero effettivamente convertiti, poiché le conseguenze della campagna di Sigurd non vengono sviscerate approfonditamente. Le opere coeve svedesi attestano comunque di scontri avvenuti nella parte sud-orientale dello Småland e sull'isola di Öland. La narrazione di questo episodio, se da una parte testimonia ancora una volta l'atavico istinto predatorio nordico di qualche secolo prima, dall'altro consente di affermare con sicurezza che Pietro il Venerabile giudicò l'evento alla stregua di un conflitto contro i «nemici della croce di Cristo».

### Fonti primarie
- Snorri Sturluson, Magnússona saga, in Heimskringla.

### Fonti secondarie
- (EN) Kristin B. Aavitsland e Line M. Bonde, Tracing the Jerusalem Code, vol. 1: The Holy City Christian Cultures in Medieval Scandinavia (ca. 1100–1536), Walter de Gruyter GmbH & Co KG, 2021, ISBN 978-31-10-63627-7.
- (EN) Hjalmar Hjorth Boyesen, The Story of Norway, Library of Alexandria, 2020, ISBN 978-14-65-60131-5.
- Francesco D'Angelo, Il primo re crociato: La spedizione di Sigurd in Terrasanta (epub), Gius.Laterza & Figli Spa, 2021, ISBN 978-88-581-4483-1.
- Dan Jones, Sigurd Jerusalemfarer. Sessanta navi salparono... per decreto divino, in Crociati: L'epica storia delle guerre per la Terra Santa, Hoepli Editore, 2022,  pp. 126-137, ISBN 978-88-360-0439-3.